# WWE-pay-per-viewevenementen 1988
De WWE-pay-per-viewevenementen in 1988 bestonden uit professioneel worstelevenementen, die door de WWE werden georganiseerd in het kalenderjaar 1988.
In 1988 introduceerde de organisator, toen de World Wrestling Federation (WWF) genaamd, met Royal Rumble en SummerSlam twee nieuwe evenementen.

## WWE-pay-per-viewevenementen in 1988
| Datum            | Evenement       | Locatie               | Stad                       |
| ---------------- | --------------- | --------------------- | -------------------------- |
| 24 januari 1988  | Royal Rumble    | Copps Coliseum        | Hamilton (Ontario)         |
| 27 maart 1988    | WrestleMania IV | Trump Plaza           | Atlantic City (New Jersey) |
| 29 augustus 1988 | SummerSlam      | Madison Square Garden | New York                   |
| 24 november 1988 | Survivor Series | Richfield Coliseum    | Richfield (Ohio)           |